# Лауреаты Государственной премии Российской Федерации за 2008 год

## Лауреаты в области литературы и искусства
За выдающийся вклад в развитие филармонической деятельности
- Колотурский, Александр Николаевич, директор Свердловской государственной академической филармонии
- Лисс, Дмитрий Ильич, главный дирижер и художественный руководитель Уральского академического филармонического оркестра

За социально-культурную программу «Смешарики», направленную на воспитание подрастающего поколения
- Прохоров, Анатолий Валентинович, режиссёр программы Смешарики
- Попов, Илья Александрович, продюсер программы Смешарики
- Шайхинуров, Салават Муллаханович, арт-директор программы Смешарики

За выдающийся вклад в сохранение мирового культурного наследия, возрождение уникального памятника садово-паркового искусства – парка Государственного художественно-архитектурного дворцово-паркового музея-заповедника «Павловск»
- Флит, Марина Александровна, главный хранитель Павловского парка государственного музея-заповедника «Павловск»

## Лауреаты в области науки и технологий
За выдающиеся результаты в изучении структуры вирусных геномов, открывающие новые возможности применения фитовирусов в биотехнологии, медицине и создании безвирусного растениеводства
- Атабеков, Иосиф Григорьевич

За основополагающие открытия в области физики галактик, межгалактической среды и релятивистских объектов
- Варшалович, Дмитрий Александрович
- Черепащук, Анатолий Михайлович
- Фридман, Алексей Максимович

За крупные достижения в сфере современных систем защиты компьютерной информации
- Касперский, Евгений Валентинович

## Лауреаты в области гуманитарной деятельности
- Терешкова, Валентина Владимировна.